# Utugaj
L'Utugaj (in russo Утугай?) è un fiume della Siberia Orientale, tributario del bacino idrico della Zeja. Scorre nell'oblast' dell'Amur, in Russia. Appartiene al bacino idrografico dell'Amur.
Il fiume ha origine sul versante meridionale dei monti Stanovoj. Era affluente di destra della Brjanta e sfociava a 30 km dalla sua foce, ma ora, come l'Unacha, sfocia direttamente nel bacino della Zeja, poiché tutta l'area è inondata dalle sue acque. Il canale del fiume è tortuoso. Scorre dapprima in direzione sud-occidentale, nel basso corso verso sud, scendendo nel bassopiano dell'alta Zeja. La sua lunghezza è di 285 km; il bacino del fiume è di 2 260 km².
Non ci sono insediamenti lungo il suo corso. Nel medio corso è attraversato dalla linea della ferrovia dell'Estremo Oriente.